# Чатсворт (Іллінойс)
Чатсворт (англ. Chatsworth) — місто (англ. town) в США, в окрузі Лівінґстон штату Іллінойс. Населення — 1185 осіб (2020).

## Географія
Чатсворт розташований за координатами 40°42′39″ пн. ш. 88°18′4″ зх. д. / 40.71083° пн. ш. 88.30111° зх. д. (40.710702, -88.301050).  За даними Бюро перепису населення США в 2010 році місто мало площу 7,03 км², з яких 7,03 км² — суходіл та 0,00 км² — водойми.

## Демографія
Згідно з переписом 2010 року, у місті мешкало 1205 осіб у 505 домогосподарствах у складі 325 родин. Густота населення становила 172 особи/км².  Було 575 помешкань (82/км²).
Расовий склад населення:
| - 94,6 % — білих - 0,6 % — азіатів - 0,2 % — корінних американців - 0,2 % — чорних або афроамериканців - 2,1 % — осіб інших рас |

До двох чи більше рас належало 2,4 %. Частка іспаномовних становила 5,6 % від усіх жителів.
За віковим діапазоном населення розподілялося таким чином: 23,4 % — особи молодші 18 років, 57,3 % — особи у віці 18—64 років, 19,3 % — особи у віці 65 років та старші. Медіана віку мешканця становила 43,9 року. На 100 осіб жіночої статі у місті припадало 92,8 чоловіків;  на 100 жінок у віці від 18 років та старших — 94,7 чоловіків також старших 18 років.
Середній дохід на одне домашнє господарство  становив 36 929 доларів США (медіана — 27 000), а середній дохід на одну сім'ю — 46 176 доларів (медіана — 38 500). Медіана доходів становила 35 375 доларів для чоловіків та 25 469 доларів для жінок. За межею бідності перебувало 29,0 % осіб, у тому числі 42,0 % дітей у віці до 18 років та 8,1 % осіб у віці 65 років та старших.
Цивільне працевлаштоване населення становило 368 осіб. Основні галузі зайнятості: виробництво — 27,7 %, роздрібна торгівля — 15,5 %, освіта, охорона здоров'я та соціальна допомога — 11,1 %, транспорт — 8,4 %.